# Albettone
Albettone (deutsch veraltet: Betten) ist eine italienische Gemeinde (comune) mit 1997 Einwohnern (Stand 31. Dezember 2023) in der Provinz Vicenza in Venetien. Die Gemeinde liegt etwa 26 Kilometer südsüdöstlich von Vicenza und grenzt unmittelbar an die Provinz Padua.

## Verkehr
Durch die Gemeinde führt die Autostrada A31. Auf der westlichen Gemeindegrenze verläuft die frühere Strada Statale 247 Riviera (heute eine Provinzstraße) von Vicenza nach Este.